# Comisario político

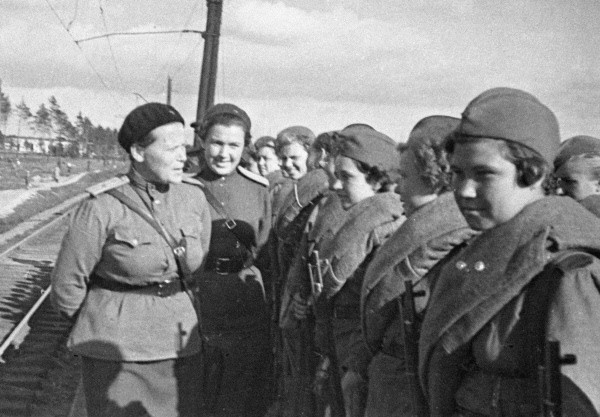
Comisarias soviéticas hablan a un grupo de fusileras soviéticas del Ejército Rojo, al momento de ser destinadas al frente (1943)

Un comisario político o politruk (en ruso: политический руководитель, romanización politicheskiy rukovoditel, literalmente líder político, oficial político) es un oficial militar designado por un gobierno para supervisar la fidelidad de una unidad militar al respectivo régimen. Históricamente han sido usados por los gobiernos para asegurarse de que los oficiales y las tropas son leales al nuevo régimen, y su primera aparición se produce en la Revolución francesa. Aunque la figura del controlador político-ideológico insertado en las unidades militares ha sido utilizado en los más diversos ejércitos, el término ha sido reservado históricamente para aquellos comisarios políticos que desempeñan su función en ejércitos populares.

## Precedentes: Francia
Un primer ejemplo sucedió durante la Revolución Francesa, durante el dominio de los jacobinos de la Convención Nacional, iniciado a mediados de 1793 y que se extendería hasta el año siguiente. En este marco, se instituye la primera experiencia de lo que tras la revolución rusa se llamaría comisario político: consistía en el nombramiento de un representante del Comité de Salvación Pública denominado Representante en misión para que "vigilase" el seguimiento a los principios revolucionarios dentro de los ejércitos. Para entonces los ejércitos revolucionarios aun necesitaban contar con oficiales no siempre jacobinos para cubrir diversas plazas, pero la Convención, y sobre todo el Comité de Salvación, precisaban asegurarse de la lealtad al gobierno de tropas y jefes.

## Unión Soviética y Rusia
La denominación "comisario político" (en ruso, военный комиссар) ha devenido sinónimo de los agentes políticos del Ejército Rojo que, primero durante la Guerra Civil Rusa y posteriormente durante la II Guerra Mundial, controlaban la labor militar de los oficiales y velaban por la debida formación revolucionaria de las tropas.
Aunque la institución de los comisarios políticos se ha asociado históricamente al período soviético, en realidad fue instituida por el Gobierno Provisional en 1917. Tras la Revolución de Octubre, el comisariado político fue adoptado por el recientemente formado Ejército Rojo, por insistencia de León Trotski debido a que la milicia soviética aún necesitaba del apoyo de centenares de oficiales no bolcheviques (Mencheviques, eseristas, o incluso aristócratas) para mantenerse operativo, institución que se mantuvo (con interrupciones) hasta 1942.
Es importante entender la distinción entre dos tipos diferentes de comisarios militares, que se relacionan únicamente por el nombre. El primer tipo no es un "oficial político", sino únicamente un representante territorial de las autoridades militares, responsable del reclutamiento de jóvenes y de todas las cuestiones organizativas referentes al servicio militar obligatorio. Dicho oficial es comúnmente denominado "voenkom" (en ruso, военком), abreviatura de "voennyi kommisar" (военный комиссар), traducido simplemente por "comisario militar".
De cualquier modo, la institución militar del comisariado político se refiere actualmente al segundo tipo de comisarios militares, los oficiales políticos. Es de destacar que, mientras todos los comisarios del Ejército Rojo eran oficiales políticos, no todos los oficiales políticos eran comisarios. Un comisario era propiamente un oficial político cuya posición equivalía a la del comandante de una unidad militar, y con poder para revocar las órdenes del mismo.
El grado de comisario militar fue introducido en todas las unidades desde compañía a división (o equivalentes), incluyendo las de la Marina. Para unidades superiores, se establecieron los "Soviet Militares Revolucionarios" (RVS), que se componían al menos de tres miembros: el comandante y dos trabajadores políticos asignados. Esos trabajadores eran denominados "miembros del RVS" más que comisarios políticos, aunque eran parte del comisariado.
En 1919, el título de "politruk" (en ruso, политрук, "líder político") se asignaba a los comisarios militares a nivel de compañía.
Comenzando en 1925, la institución de los comisarios políticos fue gradualmente desapareciendo, siendo sustituida por el "edinonachalie" (единоначалие), que fue introduciéndose por dos vías: o el comandante militar de carrera se afiliaba al PCUS y también se convertía en el oficial político, o se creaba el grado de "pompolit" (помполит) como "asistente del comandante para tareas políticas". Por cierto, el pompolit estaba subordinado al comandante -un militar profesional- y no tenía autoridad sobre él. En 1924, los RVS fueron renombrados como Consejos Militares, y finalmente en 1934 el comisariado fue abolido.
El 10 de mayo de 1937, durante la Gran Purga de Stalin, la institución de los comisarios militares fue restaurada. Del mismo modo se crearon "Consejos Militares", todo en conexión con las purgas que comenzaron dentro de las fuerzas armadas por aquella época y de hecho los comisarios seguían en vigor durante la Guerra de Invierno. En agosto de 1940, la institución fue nuevamente abolida. Los Consejos Militares continuaron funcionando durante los inicios de la guerra y más allá. Para los niveles inferiores a Armada fue restablecido el mismo sistema de "edinonachiale". 
En julio de 1941, tras las derrotas que durante ese período estaba sufriendo el Ejército Rojo de Obreros y Campesinos en los inicios de la Gran Guerra Patria, los comisarios políticos aparecieron una vez más, como medida desesperada para frenar la invasión alemana mediante el fortalecimiento ideológico de las tropas. Mientras la guerra continuaba, fue haciéndose evidente que la función de los comisarios no estaba resultando eficiente, además cuando eran capturados por el enemigo, los comisarios eran ejecutados sumariamente, por lo cual fueron por última vez abolidos en 1943.

## Alemania nacionalsocialista

Bandera personal del Reichsleiter Martin Bormann.

Los Nationalsozialistische Führungsoffiziere (NSFO; "Oficiales de liderazgo nacionalsocialista") fueron oficiales de la Wehrmacht alemana en la Segunda Guerra Mundial encargados de enseñar la ideología nazi a los soldados. 
Se consideraba importante que algunos oficiales tuvieran la responsabilidad tanto del mando militar como de la instrucción política en el espíritu del nazismo. En este sentido, los NSFO eran similares a los comisarios políticos soviéticos del Ejército Rojo de obreros y campesinos. El Nationalsozialisticher Führungsstab (personal directivo nacionalsocialista) del Estado Mayor de la Wehrmacht (OKW) fue creado por orden personal de Adolf Hitler el 22 de diciembre de 1943, y quedó bajo el control total del general Hermann Reinecke.
Los oficiales tenían la misión de acercar a los soldados de la Wehrmacht a la ideología nazi mediante pláticas, discursos y conferencias. El objetivo era inculcar en los soldados del Tercer Reich la convicción ideológica necesaria para reforzar la moral de combate y poder cambiar el rumbo de la guerra.
Los NSFO eran oficiales regulares de la Wehrmacht, pero su nombramiento tenía que ser aprobado por una comisión creada por el jefe de la Cancillería del Partido Nacional Socialista Obrero Alemán, el Reichsleiter Martin Bormann. 
La comisión presidida por Wilhelm Ruder, debía comprobar si los hombres eran adecuados desde un punto de vista ideológico para esta misión. Ruder explicó que la educación militar y la formación política mejorarían la moral de los soldados y el desempeño de la Wehrmacht en el campo de batalla.

## Taiwán
El cargo de comisario político (en chino: 政戰官, traducción literal: "Oficial de Guerra Política") también existía en el Ejército de la República de China (Taiwán). Chiang Ching-kuo, fue nombrado director de la policía secreta del partido Kuomintang en 1950. Chiang Ching-kuo fue educado en la Unión Soviética e inició una organización militar al estilo soviético en las Fuerzas Armadas de la República de China, reorganizando y sovietizando el cuerpo de oficiales y comisarios políticos, las actividades del partido Kuomintang se propagaron por todo el Ejército taiwanés, opuesto a ello estaba Sun Li-Jen, quien fue educado en el Instituto Militar Americano de Virginia. Chiang Ching-kuo hizo arrestar a Sun Li-Jen, acusándolo de conspirar junto con la Agencia Central de Inteligencia (CIA) estadounidense para derrocar a Chiang Kai-shek y al Kuomintang. Sun fue puesto bajo arresto domiciliario en 1955. Actualmente, los comisarios políticos pertenecen a la Oficina de Guerra Política (en chino: 政治作戰局) y todavía son responsables de la planificación y la supervisión de las operaciones políticas del Ejército de la República de China, donde participan en los progamas de guerra psicológica, preparando la propaganda para consumo interno y externo, además de brindar asesoramiento, ofrecer entrenamiento de guerra psicológica y procesamiento de noticias para el ejército taiwanés.